# ブルーノ・バルトレッティ
ブルーノ・バルトレッティ（Bruno Bartoletti, 1926年6月10日 - 2013年6月9日）は、イタリアの指揮者。
イタリア・オペラと、近代および現代作品を中心とするレパートリーを持ち、デビュー以来半世紀以上にわたってオペラとコンサートの指揮者として活躍した。

## 人物・来歴
ブルーノ・バルトレッティは、1926年6月10日、トスカーナ州フィレンツェ県セスト・フィオレンティーノに生まれる。フィレンツェに出てルイジ・ケルビーニ音楽院に進み、学内オーケストラの第2フルートのポジションを得たバルトレッティは、第二次世界大戦中の1941年にオーディションに合格してフルーティストとしての最初のコンサートを行った。そのコンサートの観客の中には、ピアニストのアルトゥーロ・ベネデッティ・ミケランジェリの姿もあった。のちにはルイージ・ダッラピッコラにも師事し、『囚人』の初演の手伝いにも携わった。その後は指揮に転科し、1953年にフィレンツェでヴェルディ『リゴレット』を振ってデビューする。この年には、同じセスト・フィオレンティーノ出身で1歳年下のロザンナ・サンドレッティと結婚し、ロザンナとは2011年に先立たれるまで58年間連れ添った。3年後の1956年にはシカゴ・リリック・オペラでヴェルディ『イル・トロヴァトーレ』を指揮してアメリカデビューを果たす。バルトレッティとシカゴ・リリック・オペラの間は特に親密で、1964年には芸術監督の一人に就任し、1975年からはそのポストを単独で維持して1999年まで務めた。シカゴでは592から600以上の公演を指揮し、取り上げた作品は少なくとも55作品におよんだ。1991年にはプロコフィエフ『賭博師』のアメリカ初演を指揮している。
シカゴ以外では、1964年7月24日にヒナステラのオペラ『ドン・ロドリーゴ』をブエノスアイレスのテアトロ・コロンで世界初演。1965年から1973年まではローマ歌劇場音楽監督。1967年にはNHKイタリア歌劇団で来日し、ドニゼッティ『ランメルモールのルチア』を指揮した。1985年から1991年にはフィレンツェ五月音楽祭の芸術監督を務め、2007年-2008年のシーズンにヴェルディ『椿姫』でシカゴ・リリック・オペラにおける最後の公演を行ったあとはフィレンツェに戻り、イタリアでの指揮活動および後進の指導にあたった。2009年にはフィレンツェの名誉市民に選ばれた。
主要レパートリーは、イタリア・オペラのほか、ベルクの『ヴォツェック』と『ルル』、ヴァイルの『マハゴニー市の興亡』といった現代作品も含まれている。

## 主なディスコグラフィ・フィルモグラフィ
- ロッシーニ『セビリアの理髪師』：レナート・カペッキ、ニコラ・モンティ、ジャンナ・ダンジェロ：1960年バイエルン放送交響楽団：DG 459 500-2（CD）[11]
- ヴェルディ『椿姫』（抜粋）：ヒルデ・ギューデン、フリッツ・ヴンダーリヒ、ディートリヒ・フィッシャー＝ディースカウ：1966年バイエルン放送交響楽団：DG 423 873-2（CD）[12]
- ドニゼッティ『ランメルモールのルチア』：レナータ・スコット、カルロ・ベルゴンツィ、マリオ・ザナージ：1967年東京文化会館（第5回NHKイタリア歌劇団）：キングレコード KIBM-1018（DVD、2003年）[13]
- ヴェルディ『仮面舞踏会』：ルチアーノ・パヴァロッティ、シェリル・ミルンズ、レナータ・テバルディ：1970年ローマ聖チェチーリア音楽院管弦楽団：Decca 460 752-2（CD）[14]
- プッチーニ『マノン・レスコー』：モンセラート・カバリェ、プラシド・ドミンゴ、ヴィンセンツォ・サルディネーロ：1971年ニュー・フィルハーモニア管弦楽団：EMI CMS 7 64852-2（CD）[15]
- ポンキエッリ『ラ・ジョコンダ』：カバリェ、パヴァロッティ、ミルンズ：1981年ナショナル・フィルハーモニック管弦楽団：Decca Classic Opera 475 6670（CD）[16]
- プッチーニ『ラ・ボエーム』：マルセロ・アルヴァレス、ナターレ・デ・カロリス、ロベルト・セルヴィレ：2003年スカラ座：TDK Mediactive DV OPBOH（DVD）[17]
- ヴェルディ『マクベス』：レオ・ヌッチ、シルヴィ・ヴァレール、エンリコ・ジュゼッペ・イオリ：2006年テアトロ・レージョ：TDK DVWW OPMACPA（DVD）[18]